# Romulus Buia
Romulus Adrian Buia est un footballeur roumain né le 15 juin 1970 à Baia Mare.

## Carrière
- 1988-1989 : Minerul Cavnic  Roumanie
- 1989-1992 : FC Maramureș BM  Roumanie
- 1992-1994 : KFC Germinal Ekeren  Belgique
- 1994-1995 : Universitatea Craiova  Roumanie
- 1995-1996 : KFC Germinal Ekeren  Belgique
- 1995-1996 : Sportul Studentesc Bucarest  Roumanie
- 1996-1998 : Universitatea Craiova  Roumanie
- 1998-2000 : Progresul Șomcuta-Mare  Roumanie
- 1999-2001 : Rocar Bucarest  Roumanie
- 2001-2002 : Dinamo Bucarest  Roumanie
- 2001-2002 : Gloria Bistrita  Roumanie
- 2002-2005 : Politehnica Timisoara  Roumanie
- 2004-2006 : Pandurii Lignitul Tîrgu Jiu  Roumanie
- 2005-2006 : Minerul Mehedinți  Roumanie
- 2006-2007 : FC Covaci  Roumanie

## Palmarès
- 2 sélections et 0 but avec l'équipe de Roumanie entre 1991 et 1992.